# Elijo creer
"Elijo creer: El camino del Campeón" es una película de documental argentina de 2023 producida por Gonzalo Arias con guion de Martín Méndez y narrada por el actor Ricardo Darín. La película sigue a la Selección de fútbol de Argentina, que consiguió ganar la Copa Mundial de Fútbol de 2022, en la intimidad del plantel donde se entrevista al cuerpo técnico y a las figuras que hicieron posible la obtención del título.

## Sinopsis
En el Mundial de Catar 2022, la selección argentina, bajo el liderazgo absoluto de Lionel Messi, escribirá una historia que quedará grabada para siempre en los canales del fútbol. Cada partido es una explosión de emoción, con el capitán argentino como protagonista central y una generación de jugadores dispuestos a dar la vida por él y por su selección. Bajo la dirección de un entrenador como Scaloni, un joven con la sabiduría necesaria para combinar jugadores experimentados con jóvenes hambrientos de gloria. Con toda una nación detrás, confiando ciegamente en el equipo, Elijo creer es el testimonio de una odisea futbolística que está devolviendo a Argentina al camino que su historia y su patrimonio merecen. Con entrevistas de primera mano a los protagonistas y un viaje a través de la pasión de los aficionados, la película narra una gesta que permanecerá para siempre en la memoria de la gente. 

## Estreno
La película tiene como fecha de estreno para la Argentina el día 7 de diciembre de 2023 en 300 salas de todo el país.
Max anunció que desde el 11 de enero de 2024 el documental "Elijo creer: El camino del campeón" está disponible en su catálogo. 